# Rock Around the Clock
"Rock Around the Clock", ursprungstitel  "We're Gonna Rock Around the Clock Tonight!", är en sång på engelska, skriven 1952 eller 1953 av Max C. Freedman och James E. Myers. Den var ursprungligen B-sida till "Thirteen Women (and Only One Man in Town)". Sonny Dae & the Knights spelade in sången, men den mer kända inspelningen var en cover som spelades in av Bill Haley and His Comets vid musikstudion Pythian Temple i New York den 12 april 1954. Sången lanserades på singel i maj 1954. Bill Haley-versionen brukar ofta räknas som startskottet på rockmusik-revolutionen[källa behövs] och användes som signaturmelodi till den första säsongen av Gänget och jag. Den används även som signaturmelodi i boken Illuminatus! av Robert Anton Wilson och Robert Shea,
Bill Haleys inspelning är i allmänhet känd som den första rocklåten.

## Andra tolkningar
- 1955: Eva-Lill Wallentin och Oscar Rundqvist framförde låten på svenska med titeln "Vi ska slå runt, runt, runt". Denna version utgavs på singel av skivbolaget Sonora.[3]
- 1979: Punkbandet Sex Pistols spelade in en cover på sitt album The Great Rock 'n' Roll Swindle med Edward Tudor Pole som sångare.
- 1986: Låten framfördes på svenska med titeln "Raggarkungen" i TV-serien Macken av huvudkaraktärerna Roy & Roger (Anders Eriksson och Jan Rippe). Släpptes även på albumet Macken samma år.

## Listplaceringar
- Billboard: #1[4]
- Cashbox: #1